# Euploea butleri
Euploea butleri är en fjärilsart som beskrevs av Moore 1883. Euploea butleri ingår i släktet Euploea och familjen praktfjärilar. Inga underarter finns listade i Catalogue of Life.